# Juan Diego Uribe
Juan Diego Uribe Blandón (Medellín Colombia; 4 de marzo de 1991) es un futbolista colombiano. Juega de defensa y su equipo actual es el UNAN Managua de la Primera División de Nicaragua.

## Trayectoria

### Atlético Nacional
Surge en las canteras de Atlético Nacional de Medellín, debuta como profesional el 22 de junio de 2011 por un partido de Copa Colombia frente a Leones donde terminarían ganando 3 a 2 siendo su único partido en el club.

### Alianza Petrolera
En enero de 2012 es cedido al Alianza Petrolera en busca de minutos. El 29 de enero debuta en la Categoría Primera B en el empate a cero con Academia FC. Su primer gol en su carrera lo hace el 19 de septiembre en la victoria 2 a 0 sobre Valledupar FC.
Al final del 2012 se coronaría campeón de la Primera B 2012 con su club ascendiendo a la Categoría Primera A de Colombia.

### Valledupar FC
Para febrero del 2013 es cedido al Valledupar FC, el 2 de febrero de 2013 debuta en la victoria como visitantes 2 a 0 frente al Real Santander. Marca su primer gol con el club el 25 de mayo por la Copa Colombia en la victoria 3 a 2 sobre Uniautónoma.

Para final del 2015 sale del club donde disputó 50 partidos y marcaría tan solo un gol.

### Juventus Managua
Para mitad del 2016 se marcha al Juventus Managua] de la Primera División de Nicaragua. Debuta el 7 de agosto en la victoria por la mínima ante Sébaco. El 7 de septiembre marca su primer gol internacional en la derrota 1-2 con Diriangén. El 14 de septiembre vuelve y marca en goleada 4 a 0 sobre el Real Madriz. A finales del 2016 se destaca en el club marcando cuatro goles en seis partido saliendo como uno de los referentes del club.

### UNAN Managua
Después de una gran Campaña con el Juventus Managua, le vale para ser uno de los jugadores más cotizados y fichar por UNAN Managua FC de la Primera División de Nicaragua. Debuta en el apertura 17/18 con su club en donde se destaca como uno de los referentes del plantel hasta la fecha.

## Clubes
| Club              | País      | Año             |
| ----------------- | --------- | --------------- |
| Atlético Nacional | Colombia  | 2011            |
| Alianza Petrolera | Colombia  | 2012            |
| Valledupar FC     | Colombia  | 2013 - 2015     |
| Juventus Managua  | Nicaragua | 2016            |
| UNAN Managua      | Nicaragua | 2017 - presente |

## Estadísticas
| Club                         | Temporada           | Liga  | Liga  | Copa Nacional | Copa Nacional | Copa Internacional | Copa Internacional | Total | Total |
| Club                         | Temporada           | Part. | Goles | Part.         | Goles         | Part.              | Goles              | Part. | Goles |
| ---------------------------- | ------------------- | ----- | ----- | ------------- | ------------- | ------------------ | ------------------ | ----- | ----- |
| Atlético Nacional · Colombia | 2011                | 0     | 0     | 1             | 0             | -                  | -                  | 1     | 0     |
| Atlético Nacional · Colombia | Total               | 0     | 0     | 1             | 0             | 0                  | 0                  | 1     | 0     |
| Alianza Petrolera · Colombia | 2012                | 23    | 1     | 5             | 0             | -                  | -                  | 28    | 1     |
| Alianza Petrolera · Colombia | Total               | 23    | 1     | 5             | 0             | 0                  | 0                  | 28    | 1     |
| Valledupar FC · Colombia     |                     |       |       |               |               |                    |                    |       |       |
| 2013                         | 10                  | 0     | 8     | 1             | -             | -                  | 18                 | 1     |       |
| 2014                         | 14                  | 0     | 8     | 0             | -             | -                  | 22                 | 0     |       |
| 2015                         | 5                   | 0     | 5     | 0             | -             | -                  | 10                 | 0     |       |
| Total                        | 29                  | 0     | 21    | 1             | 0             | 0                  | 50                 | 1     |       |
| Juventus Managua · Nicaragua | 2016/17             | 29    | 11    | 0             | 0             | -                  | -                  | 29    | 11    |
| Juventus Managua · Nicaragua | Total               | 29    | 11    | 0             | 0             | 0                  | 0                  | 29    | 11    |
| UNAN Managua · Nicaragua     | 2017/18             | 17    | 0     | 0             | 0             | -                  | -                  | 17    | 0     |
| UNAN Managua · Nicaragua     | Total               | 17    | 0     | 0             | 0             | 0                  | 0                  | 17    | 0     |
| Total en su carrera          | Total en su carrera | 98    | 12    | 27            | 1             | 0                  | 0                  | 125   | 13    |

## Palmarés

### Campeonatos nacionales
| Título              | Club              | País     | Año  |
| ------------------- | ----------------- | -------- | ---- |
| Torneo Apertura     | Atlético Nacional | Colombia | 2011 |
| Categoría Primera B | Alianza Petrolera | Colombia | 2012 |